# ريتشارد إم. بولاك
ريتشارد إم. بولاك (بالإنجليزية: Richard Pollack)‏ هو رياضياتي أمريكي، ولد في 25 يناير 1935 في نيويورك في الولايات المتحدة، وتوفي في 18 سبتمبر 2018.